# Country Joe and the Fish
A Country Joe and the Fish egy amerikai rockegyüttes volt, mely a vietnámi háború ellen szervezett zenés tiltakozásaival és szókimondó politikai állásfoglalásával vált híressé.

## Diszkográfia

### EP-k
- Talking Issue #1 (1965)
- Country Joe and the Fish (1966)

### Stúdióalbumok
- Electric Music for the Mind and Body (1967)
- I-Feel-Like-I’m-Fixin’-to-Die (1967)
- Together (1968)
- Here We Are Again (1969)
- CJ Fish (1970)
- Reunion (1977)

### Koncertalbumok
- Live! Fillmore West 1969 (1996)

### Válogatásalbumok
- Greatest Hits (1969)
- Life and Times of Country Joe and the Fish (1971)
- Collector’s Items: The First 3 EPs (1980)
- Collected Country Joe and the Fish (1988)